# Kollegiengebäude I (Schwerin)

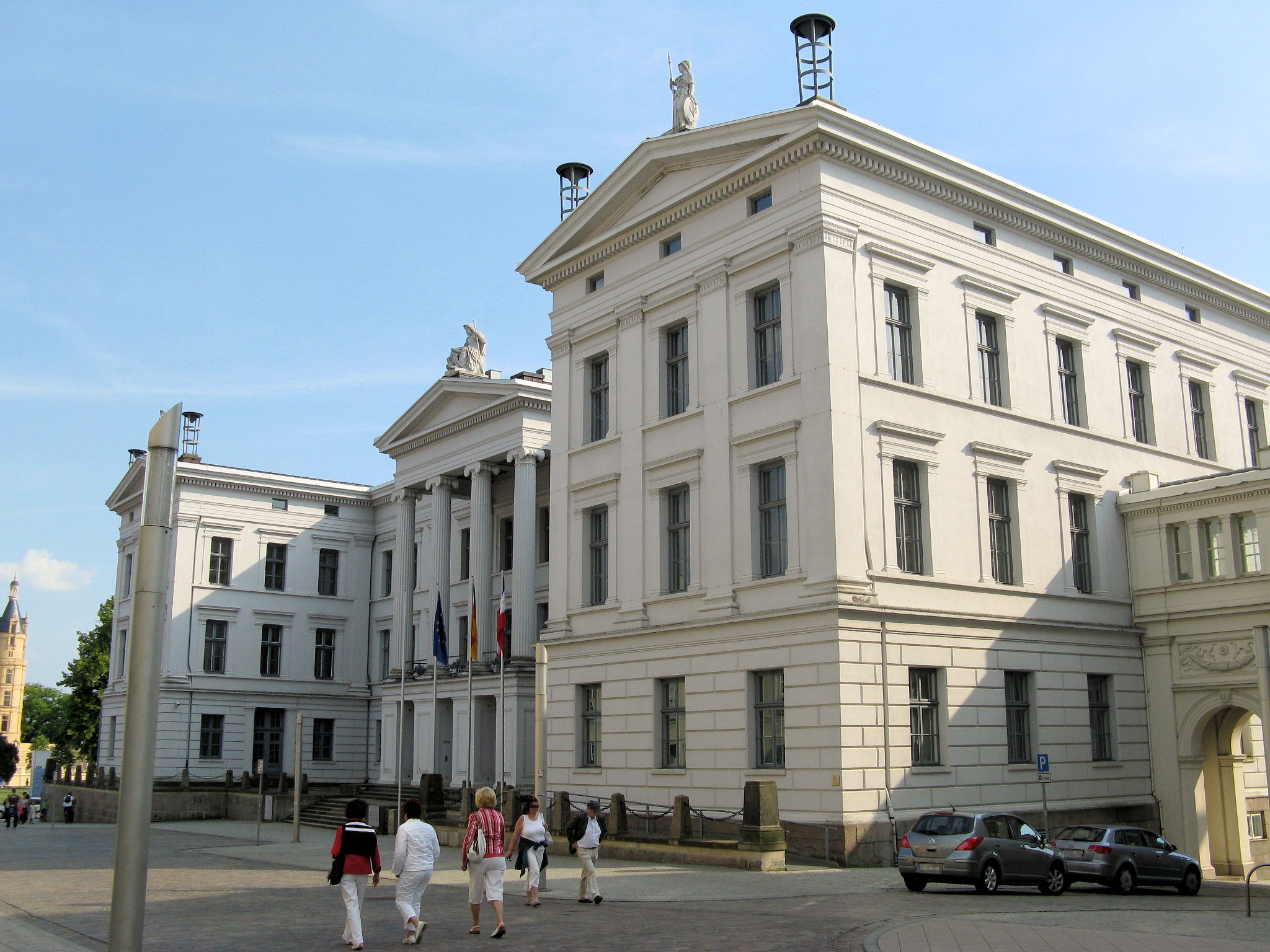
Staatskanzlei in Schwerin, Nordseite (Schlossstraße)

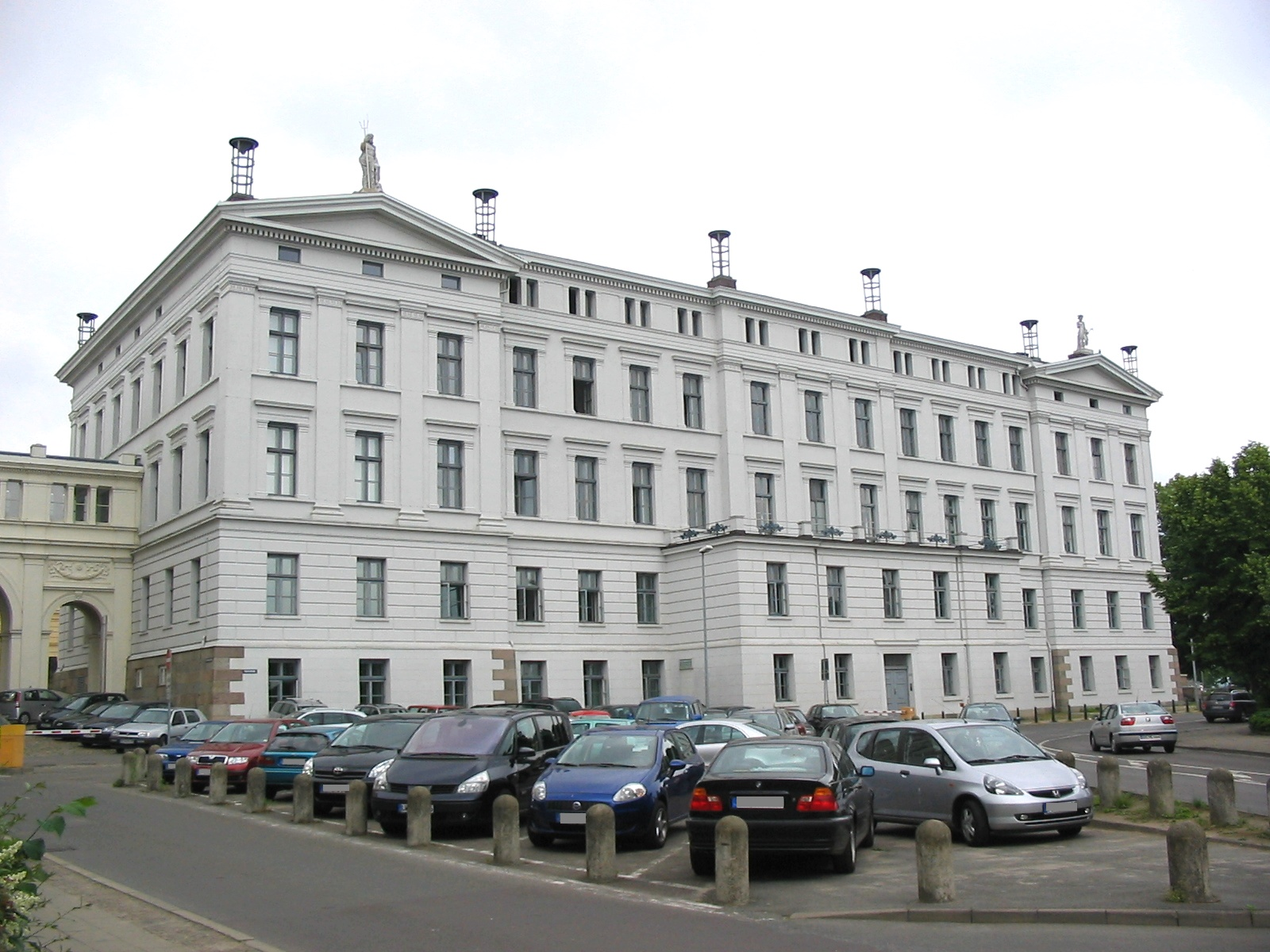
Rückseite des Gebäudes, Südseite (Graf-Schack-Allee)

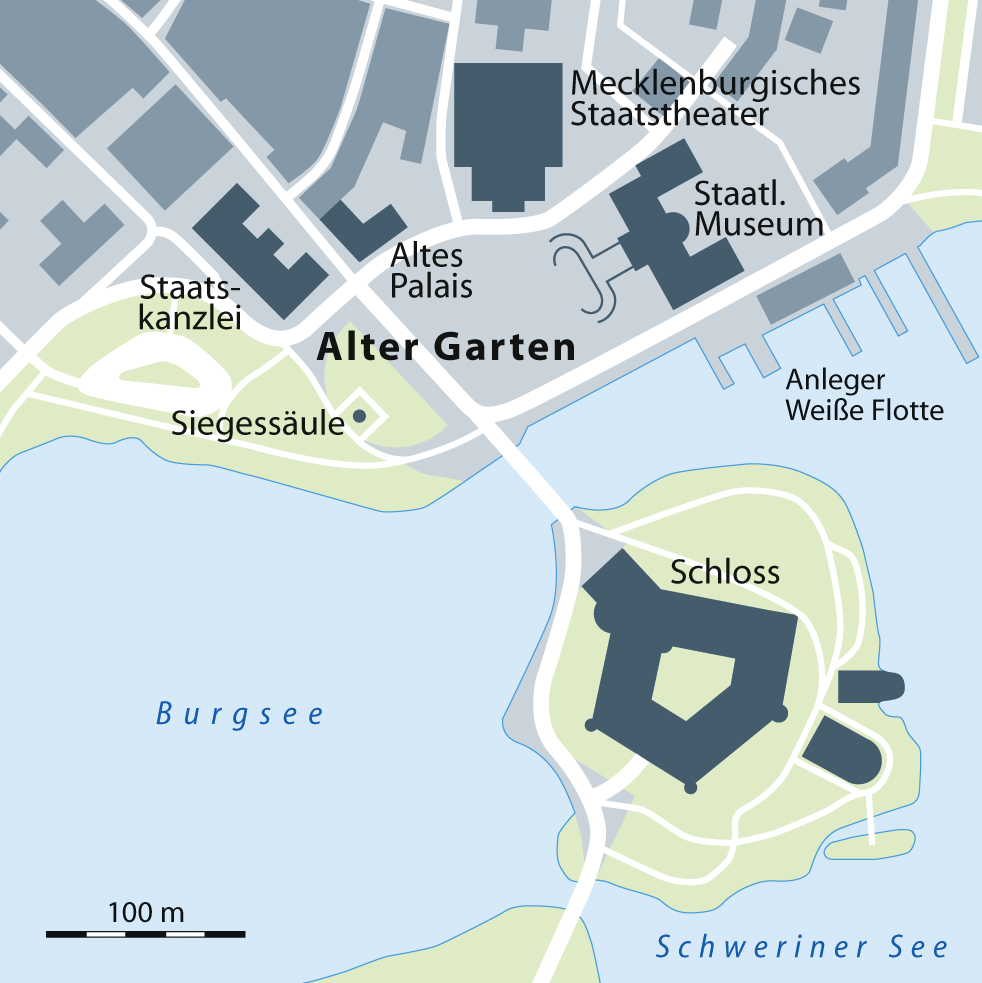
Lage der Staatskanzlei

Das Kollegiengebäude I (auch: Regierungsgebäude I oder Staatskanzlei) ist ein repräsentatives, unter Denkmalschutz stehendes Bauwerk in der Schweriner Altstadt. Das Gebäude befindet sich in der Schloßstraße (Schwerin) 2/4 und grenzt an den Alten Garten an. Es ist heute Sitz der Staatskanzlei des Landes Mecklenburg-Vorpommern.

## Architektur
Das Kollegiengebäude I ist eine klassizistische, dreiflüglige Anlage mit terrassiertem Ehrenhof und Terrasse auf einem umlaufenden Sockel. Diese entstand nach Plänen von Carl Heinrich Wünsch und Bauleitung von Georg Adolf Demmler in den Jahren 1825–34. Die Fassadengliederung des dreigeschossigen Putzbaus ist an den schinkelschen Stil des Berliner Schauspielhauses angelehnt. In der Mitte stehen auf der Nordseite das Portal mit Altan und darüber befindlicher Säulenhalle in Kolossalordnung hervor. Die beiden äußeren Flügel besitzen über dem Rustikageschoss Dreiecksgiebel. Säulenhalle und Außenflügel sind mit Sandsteinfiguren Emil Cauers bekrönt. Diese stellen auf der Seite der Schloßstraße (Schwerin) Zeus zwischen Athene und Demeter und auf der rückseitigen Graf-Schack-Allee Poseidon und Hermes dar. Eine Artemis-Statue wurde beim Brand 1865 zerstört. Aus der Zeit nach einem Brand stammen das Vestibül mit mehrläufiger gusseiserner Treppe und Teile der Innengestaltung, wie etwa das Intarsienparkett, die Kappendecke mit Stuckarbeiten und die stuckierten Marmorwände des Kabinettssaals im ersten Obergeschoss sowie Stuckmarmor im Kollegiensaal im zweiten Obergeschoss. In letzterem befindet sich eine Galerie der Amtshäuser des Großherzogtums Mecklenburg-Schwerin von Friedrich Jentzen.
Nach dem Vorbild des ersten Gebäudes wurde 1890–92 das Kollegiengebäude II als Erweiterungsbau errichtet.

## Geschichte
Auf dem Gelände des heutigen Regierungsgebäudes stand etwa ab 1236 ein Franziskanerkloster, das im Zuge der Reformation 1548 aufgelöst und, wie etwa die Kirche im Jahr 1557, im 16. Jahrhundert weitgehend abgetragen wurde. Erhaltene Gebäudeteile wurden fortan durch die Fürstenschule und im 17./18. Jahrhundert als Wirtschaftsgebäude des herzoglichen Marstalls genutzt.
Der Bau eines Regierungsgebäudes wurde seit 1819 geplant. Pläne Johann Georg Barcas wurden verworfen und die Planungen an Carl Theodor Severin übertragen, dessen Vorschläge ab 1823 durch Carl Heinrich Wünsch überarbeitet wurden. Nachdem der Großherzog den Bau 1825 genehmigt hatte, beauftragte Wünsch Georg Adolf Demmler mit der Bauleitung. Die Grundsteinlegung für den Bau erfolgte am 29. September 1825, drei Jahre später fand das Richtfest statt und im Dezember 1834 wurde das Gebäude bezogen. Beim Bau wurden wahrscheinlich Baumaterialien des ehemaligen Klosters verwendet. Mit der Warmluftheizung hielt eine technische Neuerung Einzug ins Gebäude. Bei einem Brand im Jahr 1865 wurde das Kollegiengebäude zerstört und in der Folge bis 1867 wieder aufgebaut.
Das Kollegiengebäude II entstand bis 1892. Von 1912 bis 1928 wurden mehrere Umbau- und Instandsetzungsarbeiten durchgeführt. 1916 wurde das Kupferdach für Kriegszwecke geopfert. Historische Details wurden bei Bauarbeiten 1975 zerstört. Von 1990 bis 2001 fand eine Sanierung des Gebäudeinneren statt. 2002 bis 2007 wurden die Außenanlagen saniert.
Schon seit Errichtung wurde der Bau für Regierungs- und Verwaltungszwecke genutzt. Bis 1918 war er Sitz des Großherzoglichen Staatsministeriums, bis 1933 des bürgerlichen Kabinetts und von 1933 bis 1945 des Reichsstatthalters der NSDAP für den Gau Mecklenburg. Nach dem Zweiten Weltkrieg erfolgte eine Nutzung durch die Landesregierung Mecklenburgs und seit 1952 durch die SED-Bezirksleitung Schwerin. In der Wendezeit kam die Regionalverwaltungsbehörde für den Bezirk Schwerin hier unter und im Oktober 1990 wurde es Sitz der Staatskanzlei.
Das Bauwerk ist seit 2024 als Teil des Residenzensembles Schwerin UNESCO-Welterbe.